# رابرت هورستینک
رابرت هورستینک (به انگلیسی: Robert Horstink) (زاده ۶ دسامبر ۱۹۸۱ در خلدرلاند) بازیکن والیبال و عضو تیم ملی والیبال هلند است.

## باشگاه
- ۱۹۹۳-۱۹۹۸  پیت زومرس اپلدورن
- ۱۹۹۸-۲۰۰۰  بارنه‌فلد
- ۲۰۰۰-۲۰۰۴  پیت زومرس اپلدورن
- ۲۰۰۴-۲۰۰۶  نولیکو مزک
- ۲۰۰۶-۲۰۰۸  سیسلی ترویزو
- ۲۰۰۸-۲۰۰۹  آکوآ پارادیزو مونتی چیاری
- ۲۰۰۹-۲۰۱۲  سیسلی ترویزو
- ۲۰۱۲-۲۰۱۳  الجیش
- ۲۰۱۳-  زراعت بانک آنکارا